# The Room
The Room é um filme independente americano de 2003 de drama romântico, estrelado, escrito, produzido e dirigido por Tommy Wiseau. O longa é centrado no triângulo amoroso melodramatico entre um banqueiro chamado Johnny (Wiseau), sua futura esposa Lisa (Juliette Danielle) e seu melhor amigo Mark (Greg Sestero). Boa parte do filme, contudo, é dedicado a uma série de subtramas sem conexão com a história principal, envolvendo os personagens principais e não são resolvidos pela estrutura narrativa inconsistente do filme. Em uma entrevista, incluída no DVD do filme, Wiseau explicou que o título (traduzido como "O Quarto") faz referência ao potencial de um quarto de ser um local onde eventos bons e ruins podem acontecer. No livro de Sestero, The Disaster Artist, Wiseau conta que o roteiro é baseado numa peça que ele estava escrevendo que iria acontecer dentro de um quarto.
Ross Morin, professor assistente do estúdio de filmes da Universidade estadual de St. Cloud, em Minnesota, nos Estados Unidos, descreveu The Room para a Entertainment Weekly como "o Citizen Kane dos filmes ruins". Várias publicações em diversas mídias categorizam este filme como "um dos piores longas já feitos na história do cinema".
Originalmente exibido num número limitado de cinemas na Califórnia, The Room acabou virando uma espécie de filme cult devido a sua história e estrutura bizarras e não convencionais, as diversas falhas técnicas e de narrativa, além do trabalho ruim de direção e atuação (principalmente do protagonista, que também é o diretor). Apesar de Wiseau, posteriormente, caracterizar o filme como "humor negro", o público em geral vê o longa como um drama bem mal feito, um ponto de vista compartilhado por vários membros do elenco e pela crítica.

## Sinopse
Johnny (Tommy Wiseau) é um banqueiro bem-sucedido que vive e trabalha na cidade de São Francisco com sua companheira Lisa (Juliette Danielle). Entediada e frustrada com sua vida e com seu relacionamento, Lisa seduz Mark (Greg Sestero), o melhor amigo de Johnny.[carece de fontes?]

## Elenco
- Tommy Wiseau como Johnny, o protagonista e um banqueiro, namorado de Lisa.
- Greg Sestero como Mark, o melhor amigo de Johnny que tem um caso com Lisa.
- Juliette Danielle como Lisa, a 'antagonista' e futura esposa de Johnny que tem um caso com Mark.
- Philip Haldiman como Denny, um estudante e vizinho, que Johnny trata como filho.
- Carolyn Minnott como Claudette, a mãe de Lisa.
- Robyn Paris como Michelle, melhor amiga de Lisa.
- Scott Holmes como Mike, namorado de Michelle.
- Dan Janjigian como Chris-R, um traficante de drogas que ameaça Denny.
- Kyle Vogt como Peter, um psicanalista e amigo de Mark e Johnny.
- Greg Ellery como Steven, um amigo de Johnny e Lisa.

## Desenvolvimento e statuscult

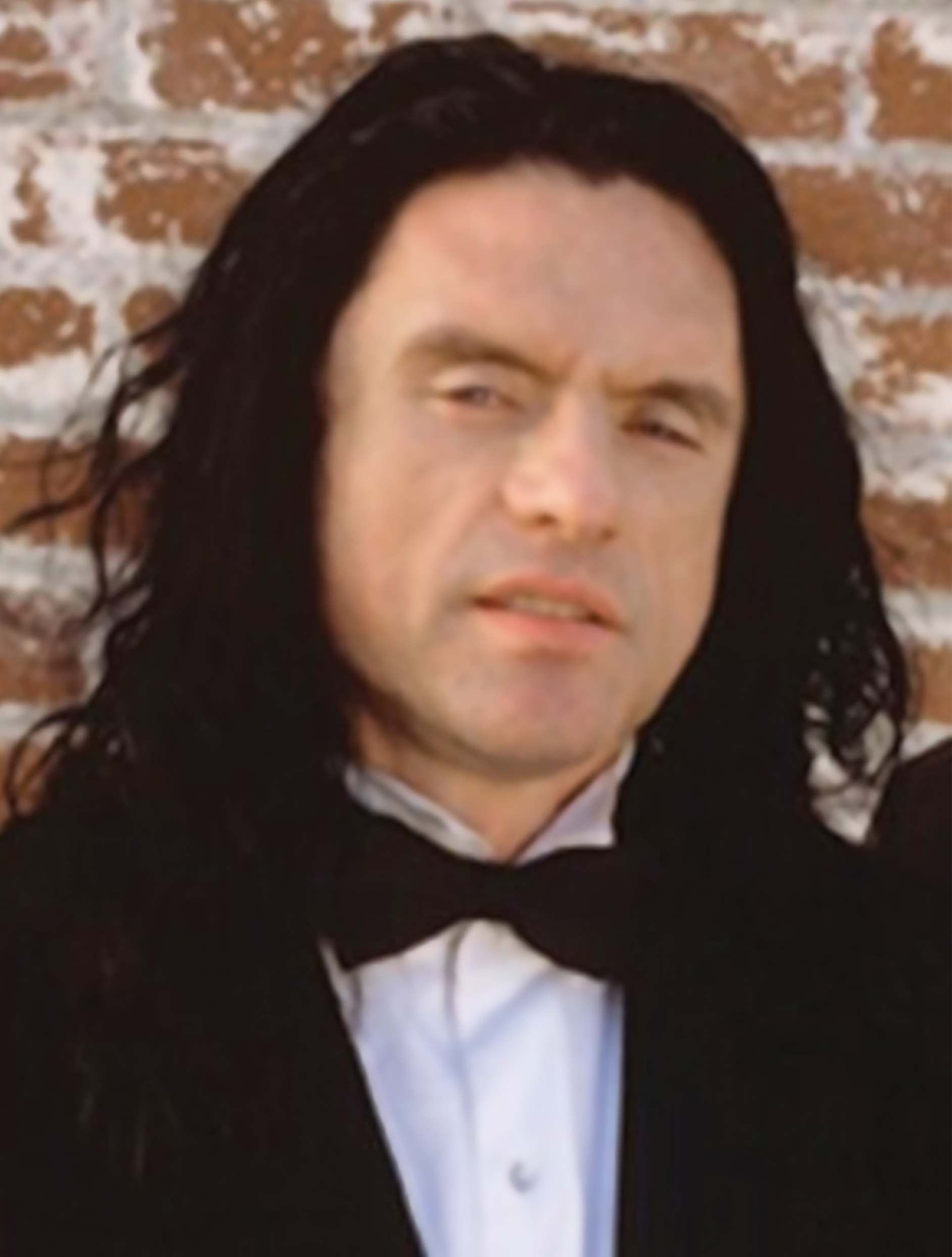
Tommy Wiseau, o diretor, roteirista, produtor e ator principal do filme

The Room foi originalmente escrito como uma peça, completado por Wiseau em 2001. Supostamente, Wiseau transformou a peça em um livro de 500 páginas, que ele não conseguiu publicar. Frustrado, Wiseau decidiu adaptar seu trabalho para o cinema, onde ele iria ser responsável por toda a produção para manter controle criativo total sobre o projeto.
Wiseau sempre manteve em segredo a forma como ele conseguiu financiar o seu projeto, mas em uma entrevista para a Entertainment Weekly ele diz que conseguiu o dinheiro importando jaquetas de couro da Coreia. De acordo com o livro The Disaster Artist, de Greg Sestero (que também atuou no filme), Wiseau já era rico antes da produção começar, com seu trabalho como empresário e com negócios imobiliários na região de Los Angeles e São Francisco. O orçamento para The Room chegou a US$ 6 milhões de dólares, gastos com a produção e marketing. Wiseau diz que o filme foi caro pois vários atores e pessoal de produção tiveram que ser trocados. De acordo com Sestero, Wiseau tomou várias decisões ruins durante a execução do projeto que desnecessariamente o encareceram, como construir sets para cenas ao invés de filmar em locação, comprando equipamentos desnecessários e filmando cenas idênticas múltiplas vezes em sets diferentes. Sestero também diz que o orçamento subiu muito como resultado de tomadas repetidas desnecessariamente várias vezes por várias horas (ou até dias) devido a inabilidade de Wiseau de lembrar as falas que ele mesmo escreveu ou de conseguir bons enquadramentos com as câmeras.
Houve muitos problemas durante as filmagens, com os atores e pessoal de produção reclamando com Wiseau que muito do material que tinham com que trabalhar (roteiro e ideias) eram "inutilizáveis". É dito também que Wiseau não era muito bom lidando com o trabalho organizacional, além de não conseguir dirigir os atores e deixa-los desconfortáveis com as situações nas cenas.
Outra coisa que chamou a atenção era a edição ruim, falhas de continuidade, falas desconexas, inconsistências narrativas e erros de execução. Uma cena em particular que causou desconforto, segundo Greg Sestero, foi uma tomada em que o personagem de Wiseau sobe ao teto do prédio para falar com o personagem de Sestero a respeito do seu relacionamento com sua noiva. O personagem de Wiseau parece irritado, repudiando a acusação de violência doméstica feita contra ele, porém logo em seguida, numa cena sem cortes, ao ver o amigo ele muda seu semblante e uma nova linha de diálogo começa. Nesta, o personagem de Sestero comenta sobre uma história de uma menina que ele ouviu falar que foi espancada e Wiseau acaba rindo disso. Sestero e o diretor assistente, Sandy Schklair, tentaram convencer Wiseau a fazer com que o personagem dele não risse dessa situação, mas ele se recusou a mudar o roteiro. Outra inconsistência acontece minutos depois, quando o personagem "Peter" (interpretado por Kyle Vogt) quase é morto pelo personagem de Sestero, chamado "Mark", após Peter insinuar que Mark estava tendo um caso com "Lisa" (noiva do personagem de Wiseau). Em poucos segundos, "Mark" desiste de matar "Peter" e a tensão da cena imediatamente se desfaz e os dois personagens imediatamente retomam ao diálogo anterior sem nem mesmo fazer referência ao que tinha acabado de ocorrer.
O filme acabou sendo um fracasso de crítica. Os especialistas acabaram tendo visões quase que exclusivamente negativas. The Room é citado por muitos como um dos piores filmes já feitos. Apesar do fracasso de bilheteria, The Room virou um filme "cult" para muitas pessoas. Na internet, muitos fizeram paródias e comentários a respeito do longa e isso fez com que as vendas dos DVDs ficassem altas o suficiente para garantir algum retorno financeiro. Apesar dos fãs posteriores que o filme foi agregando, muitos ainda o consideram um "fracasso" completo .
Em 2013, Greg Sestero escreveu um livro, The Disaster Artist, onde ele fala sobre The Room e todos os seus problemas de produção. Um filme de mesmo nome foi lançado, em 2017, desenvolvido por Seth Rogen e James Franco, tendo como base o livro de Sestero.